# San Severino Lucano
San Severino Lucano község (comune) Olaszország Basilicata régiójában, Potenza megyében.

## Fekvése
A település a Pollino Nemzeti Park területén fekszik. Határai: Chiaromonte, Episcopia, Fardella, Francavilla in Sinni, Terranova di Pollino és Viggianello.

## Története
A település a 15. század során alakult ki egy apátság körül. 1806-ig Chiaromonte része volt.

## Népessége
A népesség számának alakulása:

## Főbb látnivalói
- Maria SS degli Angeli-templom
- San Vincenzo-templom
- San Francesco da Paola-templom